# Valea Mare (okręg Neamț)
Valea Mare – wieś w Rumunii, w okręgu Neamț, w gminie Războieni. W 2011 roku liczyła 122 mieszkańców.